# Dan Brouillette
Pour les articles homonymes, voir Brouillette.
Danny Ray Brouillette dit Dan Brouillette (né le 18 août 1962 à Paincourtville) est un homme d'affaires et un homme politique américain, membre du Parti républicain. Il est secrétaire à l'Énergie de 2019 à 2021.

## Biographie

### Jeunesse et formation
Brouillette est originaire de Paincourtville, un village de Louisiane, situé à l'ouest de La Nouvelle-Orléans. Il est diplômé de l'université du Maryland.

### Carrière
Après son service dans l'armée américaine, Brouillette est, de 1989 à 1997, directeur législatif du représentant démocrate puis républicain pour la Louisiane Billy Tauzin. De 1997 à 2000, il est vice-président senior de R. Duffy Wall & Associates avant de rejoindre le département de l'Énergie sous la présidence de George W. Bush, où il est secrétaire adjoint aux relations avec le Congrès et intergouvernementales de 2001 à 2003. 
Il occupe ensuite le poste de chef de cabinet du représentant Billy Tauzin et également celui de directeur du personnel du Comité de la Chambre des États-Unis pour l'énergie et le commerce (en) de 2003 à 2004, alors que M. Tauzin préside le comité,. Brouillette participe à l'élaboration des dispositions de la loi de 2005 sur la politique énergétique, notamment en ce qui concerne le programme de garantie de prêt du département de l'Énergie et l'autorisation fédérale d'importation et d'exportation de gaz naturel liquéfié. 
De 2004 à 2006, Brouillette est vice-président au sein de Ford Motor Company, à la tête des équipes chargées des politiques nationales. Il siège également au comité opérationnel nord-américain de Ford. En 2006, Brouillette est engagé comme vice-président senior chargé des politiques publiques de United Services Automobile Association, qui offre des services financiers aux personnes et aux familles qui servent ou ont servi dans les forces armées américaines. 
Brouillette est également membre du Bureau des mines et de l'énergie de l'État de Louisiane de 2013 à 2016.

### Secrétaire adjoint à l'Énergie
Le 3 avril 2017, le président Donald Trump annonce la future nomination de Brouillette au poste de secrétaire adjoint à l'Énergie. Le 3 août suivant, sa nomination est confirmée par le Sénat par 79 voix contre 17. Il prête serment le 8 août.

### Secrétaire à l'Énergie
Le 18 octobre 2019, le président américain décide de nommer Brouillette comme secrétaire à l'Énergie, en remplacement de Rick Perry, démissionnaire. Le 1er décembre, il assure l'intérim de la fonction avant d'être confirmé le lendemain par le Sénat.

## Vie familiale
Brouillette et son épouse Adrienne sont des vétérans de l'armée américaine et les parents de neuf enfants. Ils résident à San Antonio au Texas. 